# DNAJC6
La supuesta tirosina-proteína fosfatasa auxilina es una enzima que en los humanos está codificada por el gen DNAJC6.   

## Función
DNAJC6 pertenece a la familia de proteínas DNAJ/HSP40 conservada evolutivamente, que regulan la actividad de las chaperonas moleculares estimulando la actividad ATPasa. Las proteínas DNAJ pueden tener hasta 3 dominios distintos: un dominio J conservado de 70 aminoácidos, generalmente en el extremo N, una región rica en glicina/fenilalanina (G/F) y un dominio rico en cisteína que contiene 4 motivos que se asemejan a un zinc. -dominio de los dedos (Ohtsuka y Hata, 2000). 

## Estructura
El dominio de la proteína tirosina fosfatasa y el par de dominio C2 de auxilina, ubicados cerca del extremo N del polipéptido, constituyen un superdominio, una disposición en tándem de dos o más dominios nominalmente no relacionados que forman una única unidad hereditaria.  El dominio fosfatasa pertenece a la subfamilia de auxilinas de fosfatasas lipídicas y se prevé que sea catalíticamente inactivo.  

## Otras lecturas
- Suzuki Y, Yamashita R, Shirota M, Sakakibara Y, Chiba J, Mizushima-Sugano J, Nakai K, Sugano S (September 2004). «Sequence comparison of human and mouse genes reveals a homologous block structure in the promoter regions». Genome Research 14 (9): 1711-8. PMC 515316. PMID 15342556. doi:10.1101/gr.2435604.
- Scheele U, Alves J, Frank R, Duwel M, Kalthoff C, Ungewickell E (July 2003). «Molecular and functional characterization of clathrin- and AP-2-binding determinants within a disordered domain of auxilin». The Journal of Biological Chemistry 278 (28): 25357-68. PMID 12732633. doi:10.1074/jbc.M303738200.
- Scheele U, Kalthoff C, Ungewickell E (September 2001). «Multiple interactions of auxilin 1 with clathrin and the AP-2 adaptor complex». The Journal of Biological Chemistry 276 (39): 36131-8. PMID 11470803. doi:10.1074/jbc.M106511200.
- Ishikawa K, Nagase T, Nakajima D, Seki N, Ohira M, Miyajima N, Tanaka A, Kotani H, Nomura N, Ohara O (October 1997). «Prediction of the coding sequences of unidentified human genes. VIII. 78 new cDNA clones from brain which code for large proteins in vitro». DNA Research 4 (5): 307-13. PMID 9455477. doi:10.1093/dnares/4.5.307.

- Datos: Q18034711